# 청송군
청송군(靑松郡)은 대한민국 경상북도 중동부에 있는 군이다. 태백산맥의 영향으로 동·남·북부가 산악 지형을 이루고, 동쪽으로 주왕산 국립공원과 주산지 등의 명소가 있다. 주산물은 고추와 사과이다. 군청 소재지는 청송읍이고, 행정구역은 1읍 7면이다. 전 지역이 청송 유네스코 세계지질공원에 속한다.

## 역사
| Daedongyeojido (Gyujanggak) 15-02.jpg | Daedongyeojido (Gyujanggak) 15-01.jpg |
| Daedongyeojido (Gyujanggak) 16-02.jpg | Daedongyeojido (Gyujanggak) 16-01.jpg |

- 고구려 청기현(靑己縣)이 5세기 고구려의 최남단 영토로 신라와 접경함.
- 신라 경덕왕 16년(757년) 신라의 북방 진출로 복속되어 적선(積善)으로 이름을 고쳐서 야성군(野城郡)의 영현(領縣)을 삼음.
- 고려 태조 원년(918년)에 부이현(鳧伊縣), 또는 운봉현(雲鳳縣)으로 삼았다가, 성종 1년(982년)에 또 청부현(靑鳧縣)으로 고쳐서 예주(禮州) 임내(任內)에 붙였다.
- 조선 태조 3년(1394년) 청보현(靑寶縣)이 됨.
- 조선 세종 즉위년(1418년) 이조판서가 상소하기를 소헌왕후(昭憲王后)의 친정 내향(고향)인 청보현을 군으로 승격시킴이 마땅하다 하여 그해 9월 26일 조정에서 결정되기를 진보현과 청보현(靑寶縣)을 합쳐서 청보군(靑寶郡)으로 승격. 당시 조선의 행정체계로 군수郡事(郡守)는 종 4품의 외관직이나 극히 이례적으로 정3품의 당상관인 통정대부 지청보군사(通政大夫 知靑寶郡事)를 배치하기로 결정됨에 따라 초대 지청보군사에 유공(柳恭)이 임명되었으며 동헌도 청부고을로 옮겨졌다.[3]
- 1424년(세종 6년) 10월 27일에 조정에서 다시 결정하기를 청보군의 동헌이 군의 중심지에 있지 못하고 한쪽에 위치하고 있기 때문에 그전 진보현 백성들의 동헌왕래에 불편하고 행정상에도 불편한 점이 많아 결국 진보현을 분리하여 독립시키는 한편 송생현(松生縣)을 합쳐서 고을 명칭을 현재의 명칭인 청송군(靑松郡)이라 개칭하였는데 이는 청보의 <靑>자를 따고 송생의 <松>자를 따서 청송이라 이름하게 된 것이다.
- 1459년(세조 5년) 청송군(靑松郡)을 승격시켜 도호부(都護府)로 삼았다. 세종실록 지리지에 기록된바 땅이 척박하고 옛 청부(靑鳧縣)의 인구가 2백 17명이며, 옛 송생(松生縣) 인구가 3백 43명이요, 모두 합쳐 인구가 1000 명도 되지 않는 청송군을 경상도에서도 김해도호부, 대구도호부를 비롯해 7곳에 불과한 도호부로 승격시키는 것은 여러모로 무리가 있는 일이나 세조가 수양대군시절부터 모후에 대한 효심이 컸으며 대숙청으로 강력한 왕권을 바탕으로 도호부 승격이 이뤄졌으며 1895년 갑오개혁 때 군으로 다시 환원되기 전까지 437년 동안 도호부가 유지되었다.[4] 이는 조선 왕조 500년 동안 거듭된 왕명(세종·세조)으로 속현(屬縣)에서 도호부로 승향(陞鄕)된 유일한 사례이다.[5]
- 1895년 6월 23일(음력 윤5월 1일) 안동부 청송군으로 개편하였다.[6]
- 1896년 8월 4일 경상북도 청송군으로 개편하였다.[7]
- 1914년 4월 1일 진보군 일원(동면·북면 제외)을 편입하였다.[8][9]

| 조선총독부령 제111호 |             |                                                                          |
| 구 행정구역 | 신 행정구역 | 신 행정구역                                                              |
| 청송군 부내면(府內面) 거대동/교동 일부/구평동 일부, 금곡/초평동 일부/구평동 일부/청운동 일부, 도치동/신기동/덕동/월막동 일부, 율목동/외부곡/내부곡 일부/월외동 일부, 송생리 일부/청운동 일부, 관지리/교동/월막동 일부, 사이동/내부곡 일부/월외동 일부, 남개곡 일부/청운동 일부 | 청송면      | 거대동, 교동, 금곡동, 덕동, 부곡동, 송생동, 월막동, 월외동, 청운동       |
| 청송군 현서면(縣西面) 용당동/장기동 일부/구평동 일부/구산동 일부/화계동 일부, 금수동/덕계동/장기동 일부/구평동 일부/화계동 일부, 도동/재궁동/하리 일부/문천리 일부, 소편리/두현동/생초전/(현내면)대거리/중리 일부, 두수동/고덕동/동어리/문천리 일부/모계동 일부, 오음현/사촌/대전동 일부, 상리/불로동/월정동/하리 일부/대전동 일부, 기전동/천천동/금곡/구산동 일부/모계동 일부, 화목동/화계동 일부 | 현서면      | 구산동, 덕계동, 도동, 두현동, 모계동, 사촌동, 월정동, 천천동, 화목동     |
| 청송군 현남면(縣南面) 갈천동/상외산/중외산, 송림동/사부곡/송대동 일부/금천동 일부/덕성동 일부, 두암동/유전동/무계동 일부, 백자동/사개곡/중리 일부, 복동 일부/송대동 일부/금천동 일부, 성재동/덕성동 일부/약곡 일부/중리 일부, 수락동/당동/약곡 일부/무계동 일부 | 현서면      | 갈천동, 덕성동, 무계동, 백자동, 복동, 성재동, 수락동                     |
| 청송군 현북면(縣北面) 고와동 일부/대사동 일부/(안동군 길안면)대사동 일부, 근곡 일부/감포동 일부, 상노래/하노래/근곡 일부, 이동/동곡/신성동/(현내면)당동 일부, 만안동/지소동/감포동 일부/고와동 일부 | 안덕면      | 고와동, 근곡동, 노래동, 신성동, 지소동                                   |
| 청송군 현내면(縣內面) 감은리/묵방동/중리 일부, 당저동/노하동/명당동 일부/노상동 일부/(현남면)복동 일부, 우질동/신기동 일부/(현동면)문거동 일부, 창리/장전동/삼곡/슬곡/노상동 일부/신기동 일부/(현남면)복동 일부 | 안덕면      | 감은동, 명당동, 문거동, 장전동                                           |
| 청송군 현동면(縣東面) 개일동/웅남동/당촌/거성동 일부, 신풍동 일부/거성동 일부/병포동 일부/(청하군 죽북면)오창리 일부, 금계동/눌인리/우미곡/신풍동 일부, 오두산/도평동 일부, 고적동/상월매/하월매, 추강동/손달리/인지동 일부/세곡 일부, 창양동/가원동/세곡 일부/인지동 일부/도평동 일부/거성동 일부/문거동 일부                                                                                     | 현동면      | 개일동, 거성동, 눌인동, 도평동, 월매동, 인지동, 창양동                   |
| 청송군 부동면(府東面) 금리/상평동 일부, 지동/암전동/상평동 일부, 하삼의, 상삼의/내원동, 신동/부일동/신점동 일부, 이목동/신점동 일부/법수동 일부/이전평 일부, 갈전동/법수동 일부/이전평 일부, 내룡동/외룡동 일부, 좌지동/나동/외룡동 일부, 항동/(청하군 죽북면)하옥리 일부 | 부동면      | 상평동, 지동, 하의동, 상의동, 부일동, 신점동, 이전동, 내룡동, 나동, 항동 |
| 청송군 부남면(府南面) 감연동/아방곡 일부, 아방곡 일부/대전동 일부/홍원동 일부, 안평동 일부/상속동 일부/하속동 일부/구천동 일부, 하속동 일부/상속동 일부/구천동 일부/병암동 일부, 병암동 일부/화장동 일부, 이현동/화장동 일부, 중기동/경암동 일부, 양숙동/거두산/구천동 일부/경암동 일부 | 부남면      | 감연동, 대전동, 홍원동, 하속동, 구천동, 화장동, 이현동, 중기동, 양숙동   |
| 청송군 부서면(府西面) 병보동 일부, 하덕천/상리/이토리, 상덕천/신흥동/주점동, 지경동/회전동 | 파천면      | 병보동, 덕천동, 신흥동, 지경동                                           |
| 진보군 남면(南面) 장전동/관동/황목동 일부, 목계동/송강동, 감곡동/신기동/황목동 일부, 어천동/오전동/사호동, 옹점동/(상리면)괴정동 일부/(청송군 부내면)부곡동 일부, 중평동/병부동, 모곡동/황목동 일부 | 파천면      | 관동, 송강동, 신기동, 어천동, 옹점동, 중평동, 황목동                     |
| 진보군 서면(西面) 세장동/(하리면)후평동 일부, 추현동/(하리면)부곡동 일부 | 진보면      | 세장동, 추현동                                                           |
| 진보군 상리면(郡內面) 남각산동/고현동/신촌동 일부/시량동 일부, 괴정동 일부, 시량동 일부/(하리면)월전동 일부, 괴정동 일부/신촌동 일부, 시량동 일부/(하리면)월전동 일부/참막동 | 진보면      | 고현동, 괴정동, 시량동, 신촌동, 월전동                                   |
| 진보군 하리면(東村面) 각산동 일부/신한동 일부, 읍내동/신한동 일부, 율리동 일부/기곡동 일부/(안동군 임남면)상지동 일부/(안동군 임동면)고천동 일부, 부곡동 일부, 이촌동/서부동 일부/후평동 일부/대곡동 일부, 동부동/각산동 일부/서부동 일부/대곡동 일부, 합강동/(하리면)율리동 일부, 후평동 일부/대곡동 일부/서부동 일부/(서면)기곡동 일부                                                           | 진보면      | 각산동, 광덕동, 기곡동, 부곡동, 이촌동, 진안동, 합강동, 후평동           |
- 1973년 7월 1일 현서면 복동, 덕성동, 성재동을 안덕면에 편입하였다.[10]
- 1979년 5월 1일 청송면이 청송읍으로 승격하였다.[11] (1읍 7면)
- 1983년 2월 15일 영양군 입암면 흥구동, 방전동 각 일부 지역을 진보면에 편입하였다.
- 1993년 12월 30일 군청사를 현 위치로 이전하였다.[12]
- 2019년 3월 1일 부동면을 주왕산면(周王山面)으로, 부동면 이전리를 주산지리(注山池里)로 개칭하였다.[13]

## 지리
청송군내 도처에 산악이 솟아있으며, 특히 동쪽은 낙동정맥, 태백산맥, 주왕산 등 험한 산악지대로서 영덕군, 포항시와 경계를 이루며, 남쪽은 보현산맥이 영천시와 경계를 형성한다. 보현산맥의 지맥인 삼도산맥이 군의 중앙을 횡단하여 동서로 흘러 연행산을 뻗어 안동시와 경계를 이루어 지형이 남북으로 양단된다. 낙동정맥은 주왕산을 지나며 낙동강 수계와 동해로 유입되는 수계를 구분하는 분수계가 된다. 용전천은 부동면과 부남면에서 흐르는 지류를 합하여 청송읍과 파천면을 경유하여 영양에서 진보면을 지나 임하댐으로 유입되는 반변천과 합류한다. 보현 산맥에서 발원한 보현천은 현서면과 안덕면을 경유하여 현동면을 관류하는 지류를 합하여 임하댐으로 흐르고 있다. 지세는 대개 동서 북방으로부터 남으로 뻗어나가면서 경사가 지고, 토양은 경질양토에 속하여 대체로 척박한 편이다.

## 지질

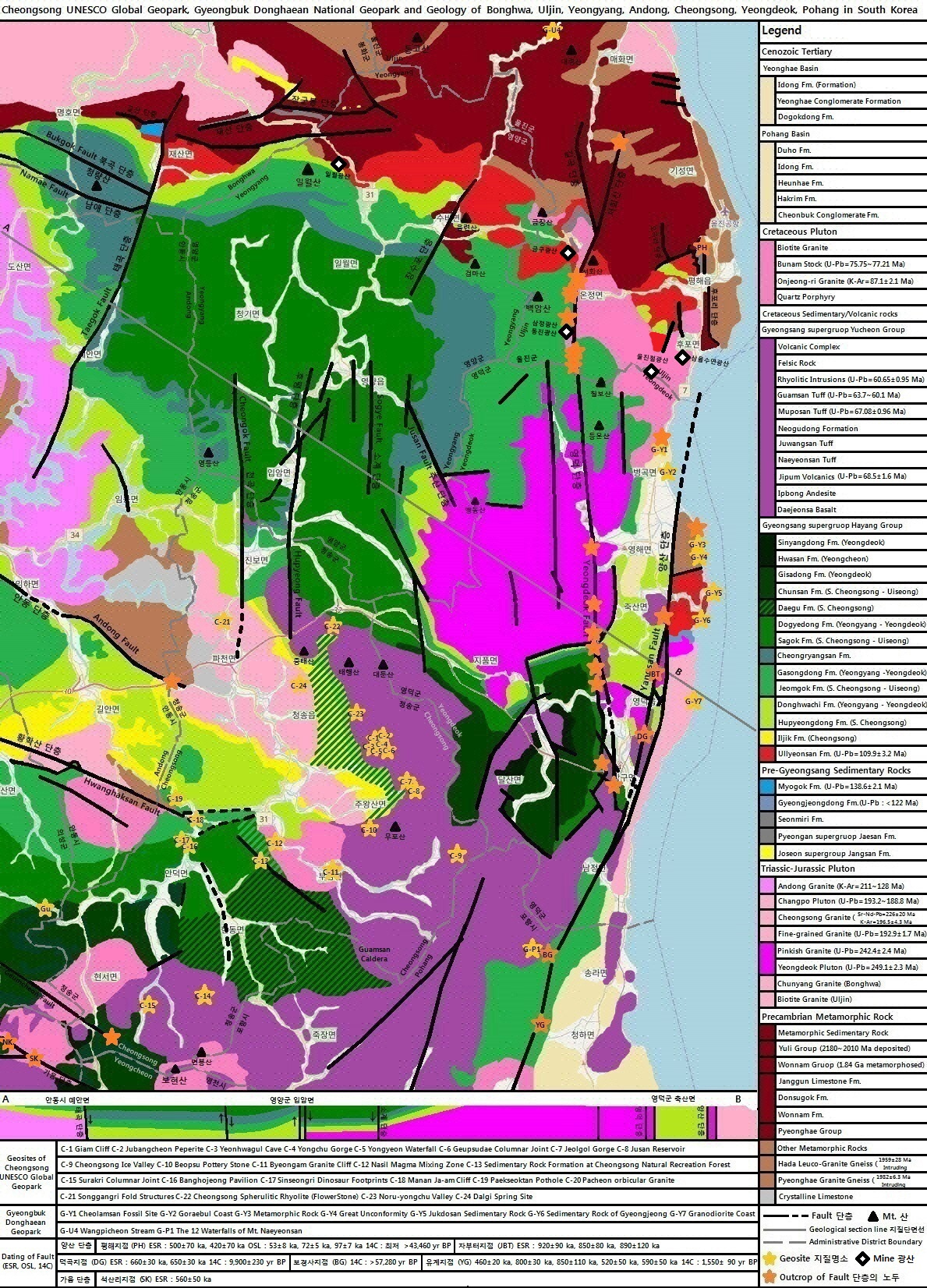
경상북도 울진군, 봉화군, 영양군, 안동시, 청송군, 영덕군, 포항시의 지질 및 청송 유네스코 세계지질공원, 경북동해안 국가지질공원

## 행정 구역
청송군의 행정 구역은 1읍 7면으로 구성되어 있고, 면적은 846.05 km2이다. 인구는 2017년 12월 말 주민등록 기준으로 26,006 명, 13,562 가구고, 이 중 25.5%가 진보면에, 21%가 청송읍에 거주한다. 1967년에는 87,725명으로 정점을 이루다가 이후 인구가 급감하였다.
| 읍면     | 한자     | 면적   | 세대   | 인구   | 행정지도 |
| -------- | -------- | ------ | ------ | ------ | -------- |
| 청송읍   | 靑松邑   | 82.42  | 2,491  | 5,518  |          |
| 주왕산면 | 周王山面 | 132.99 | 1,021  | 1,975  |          |
| 부남면   | 府南面   | 122.50 | 1,321  | 2,559  |          |
| 현동면   | 縣東面   | 78.72  | 1,042  | 2,188  |          |
| 현서면   | 縣西面   | 112.58 | 1,312  | 2,670  |          |
| 안덕면   | 安德面   | 107.82 | 1,446  | 2,744  |          |
| 파천면   | 巴川面   | 99.52  | 978    | 1,882  |          |
| 진보면   | 眞寶面   | 109.47 | 3,274  | 6,687  |          |
| 청송군   | 靑松郡   | 846.05 | 13,510 | 26,225 |          |

## 인구
- 청송군(에 해당하는 지역)의 연도별 인구 추이[17]

| 연도   | 총인구   |  |
| ------ | -------- |  |
| 1960년 | 74,153명 |  |
| 1966년 | 87,030명 |  |
| 1970년 | 81,855명 |  |
| 1975년 | 81,539명 |  |
| 1980년 | 64,520명 |  |
| 1985년 | 56,225명 |  |
| 1990년 | 43,756명 |  |
| 1995년 | 35,061명 |  |
| 2000년 | 31,302명 |  |
| 2005년 | 26,630명 |  |
| 2010년 | 24,008명 |  |
| 2013년 | 26,470명 |  |
| 2017년 | 26,223명 |  |

## 문화·관광

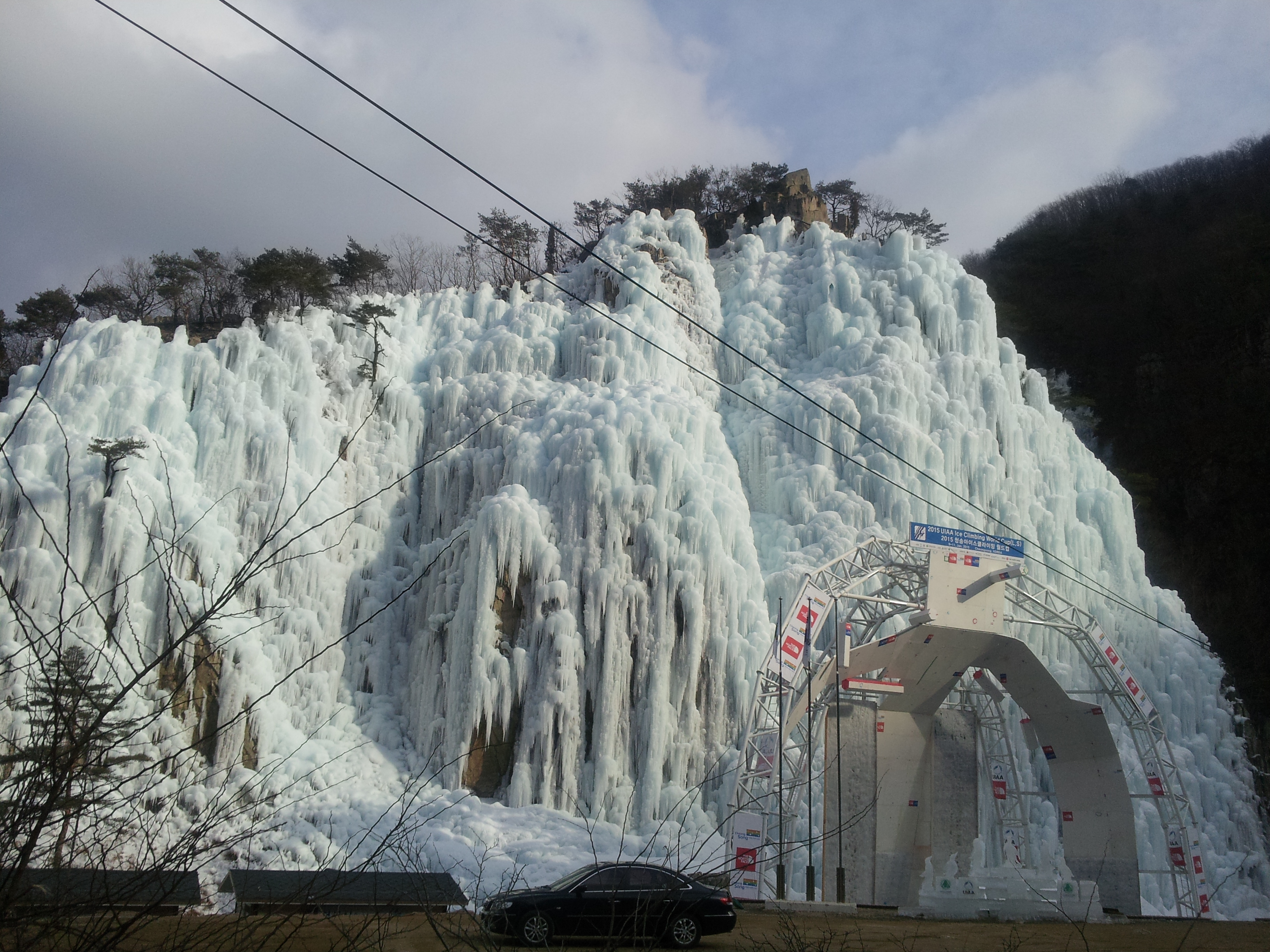
청송군 아이스클라이밍

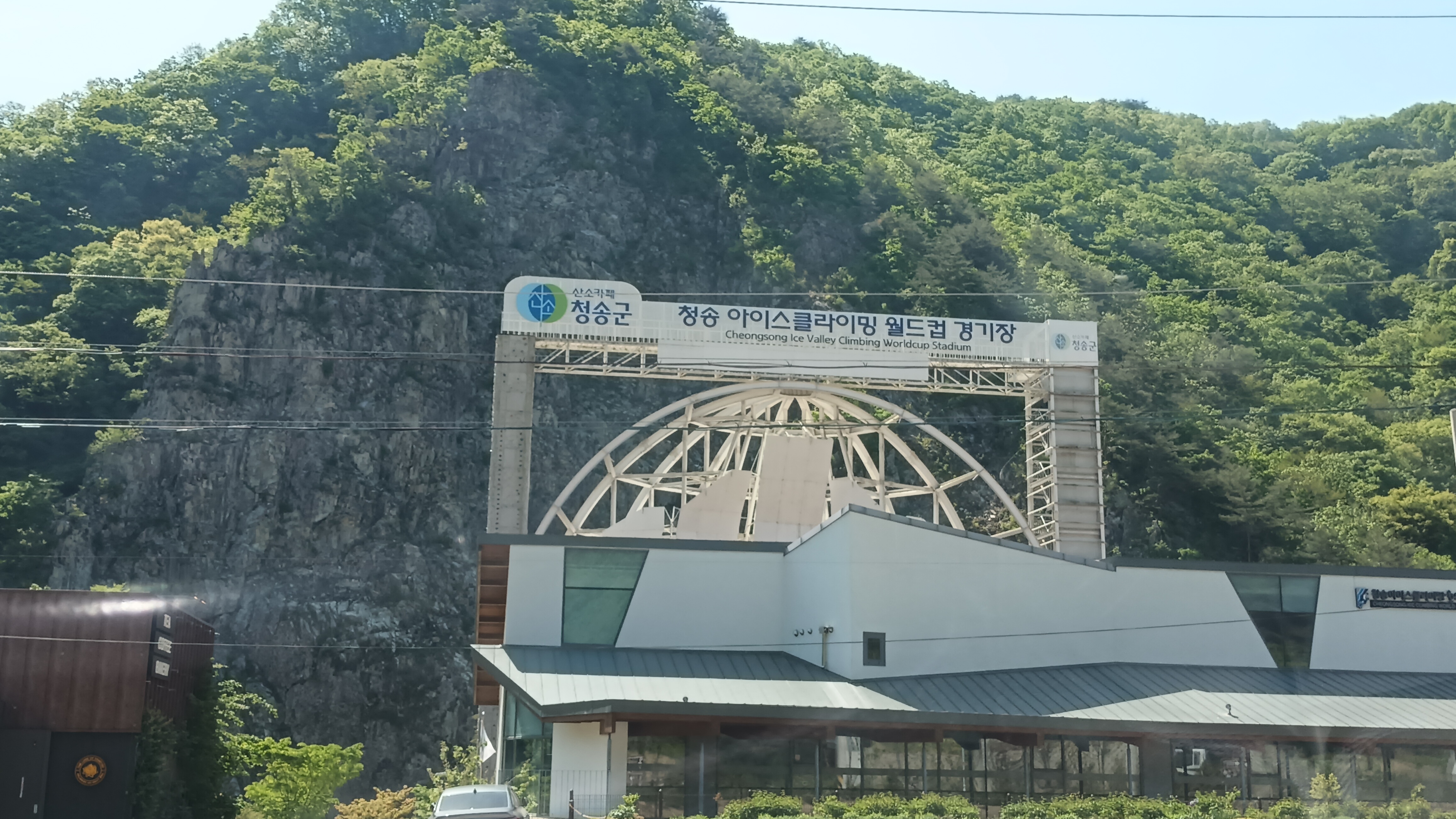
청송 유네스코 세계지질공원 청송 얼음골 아이스클라이밍 월드컵 경기장

### 청송 유네스코 세계지질공원
청송 유네스코 세계지질공원에는 청송 송강리 습곡구조, 백석탄, 만안자암 단애, 청송 신성리 공룡발자국 화석산지, 주왕산 등 다양한 지질유산이 있다. 

### 주왕산
경상북도 청송군과 영덕군에 걸쳐있는 해발 720.6m의 산이다. 1976년 3월 30일 국립공원으로 지정되었다. 청송 유네스코 세계지질공원의 일부인 주왕산 일대의 지질은 풍화와 침식에 대한 저항력이 강한 백악기 경상 누층군 유천층군의 중성 내지 산성 화산암류로 구성되어 있다.
경상북도청송군부동면주왕산로 494에 위치하고 있는 청송도예민에촌은 지난 2013년 6월 오픈하여, 시범운영을 해오다가 2014년 4월부터 (재)청송문화관광재단에서 위탁운영관리하고 있다.
특히, 한옥체험숙박시설인 민예촌은 예로부터 청송지역에 분포해 있는 종택 및 고택을 그대로 옮겨온 듯 재현해 놓은 한옥체험숙박시설물이다. 총 8개동 중 7개동을 숙박시설로 활용하고 있으며, 총 27실로 동시수용인원 80여명에 이른다.
주변 관광지로 승용차로 3분 거리에 대전사 및 및 주왕산이 자리하고 있으며, 약 13km 이내 거리에는 청송의 향토문화자원인 [청송백자] 가마터를 그대로 재현해 놓은 청송백자전수장이 자리하고 있으며, 영화 [봄여름가을겨울,그리고 봄]의
촬영지인 주산지, 지난 2011년부터 시행되어 오고 있는 국제아이스클라이밍대회가 개최되고 있는 청송 얼음골이 관광지로 자리하고 있다.
- 객주문학관
- 청송야송미술관
- 청량대운도전시관
- 청송민속박물관
- 청송수석꽃돌박물관
- 청송백자전시관
- 항일의병기념공원
- 청송심수관도예전시관

### 천연기념물
- 청송 관리 왕버들
- 청송 장전리 향나무
- 청송 홍원리 개오동나무
- 청송 신기리 느티나무

### 특산물
청양고추
1983년 《중앙종묘》의 유일웅 박사에 의해 개발되었으며, 청송, 영양지역 고추재배 농가를 대상으로 3년간 연구 및 시험재배를 했기 때문에 청송군의 청과 영양군의 양을 따서 “청양고추”라고 이름 지었다. 청양고추의 매운 정도는 4000~1만2000 스코빌에 이른다.
청송사과
청송사과는 1924년 독립운동가이며 농촌운동가이자 종교인인 밀양인 박치환 장로가 현서면 덕계리에 사과 묘목을 보급함으로써 청송군전체에 전파되었다. 경북 내륙에 위치하고 있는 청송은 전국 최고의 청정 공기와 맑은 물이 흐르는 지역이다. 연평균 기온이 12.6 °C로 사과재배에 적당하며 생육 기간중의 일교차가 13.4 °C로 육질의 치밀함과 색깔 내기 그리고 당도 향상에 아주 유리하다. 또 낙동강 상류의 비가 적게 내리는 지역인 까닭에 4~11월 일조시간이 1,520시간으로 일조량이 풍부하여 고운 빛깔의 사과를 만드는데 천혜의 자연조건을 가지고 있다. 청송군에서 사과재배가 차지하는 비중은 농업 생산액의 28% 정도로 단일작목으로는 최고를 이루는 주요 작목이다. 1994년 12월 1일 상표등록을 하여 브랜드화를 하였다.

## 교통
2016년 12월, 상주-청송-영덕 고속도로 개통으로 서울에서 2시간대에 접근할 수 있게 되었다. 주왕산, 주산지를 방문하려면 청송IC에서 내리면 되고 청송군 진보면에 소재한 신촌약수탕을 방문하려면 동청송영양IC에서 내리면 된다.
왕복 2차선(일부 구간 4차선)의 국도 제31호선((포항) - 현동면 - 진보면 - (영양)), 국도 제34호선((안동) - 진보면 - (영덕)), 국도 제35호선((영천) - 현서면 - (안동))이 청송군을 관통한다. 철도는 없으며 다른 지역으로 가는 시외버스편을 이용하려면 인근의 안동시이나 대구광역시로 가는 것이 좋다. 청송군에서 가장 큰 면인 진보면은 육상 교통의 중심지로서 안동, 영덕, 청송읍, 영양을 연결한다. 2020년 이후에는 경북내륙선이 청송을 관통하며 청송역이 예정되어 있다. 경북내륙선이 개통되면 영덕, 안동은 물론 대도시인 대구광역시, 서울특별시 (김천역 경유)로의 접근도 편해진다. 2016년 12월 23일에 서산영덕고속도로과 청송 나들목, 동청송영양 나들목이 개통되었다.
서울에서 청송으로 오는 교통편으로는 서울 동서울터미널에서 청송을 경유해서 주왕산까지 오는 버스가 1일 6회 운행되고 있다.)
운행시간(동서울 출발 → 청송 도착 : 오전 6시 30분, 8시 40분, 10시 20분, 12시, 오후 15시 10분, 16시 40분 / 청송 출발→ 동서울 도착 : 오전 8시 20분, 10시 30분, 오후 13시, 14시 08분, 15시 40분, 17시 05분)

## 교육 기관
| 학교명           | 소재지            | 비고 | 학교명             | 소재지             | 비고                 |
| ---------------- | ----------------- | ---- | ------------------ | ------------------ | -------------------- |
| 청송고등학교     | 청송읍 금곡1길 13 |      | 안덕고등학교       | 안덕면 안덕로 65-3 | 2016년 현서고와 통합 |
| 현서고등학교     | 현서면 구덕길 74  |      | 진보고등학교       | 진보면 진성로 25   |                      |
| 청송여자고등학교 | 청송읍 군청로 69  | 사립 | 청송자동차고등학교 | 부남면 대전로 66   | 사립                 |

| 학교명         | 소재지            | 비고 | 학교명              | 소재지                  | 비고 |
| -------------- | ----------------- | ---- | ------------------- | ----------------------- | ---- |
| 청송중학교     | 청송읍 금곡1길 13 |      | 청송중학교 부동분교 | 주왕산면 부동로 1011-28 |      |
| 진보중학교     | 진보면 진성로 25  |      | 구천중학교          | 부남면 부남로 523       |      |
| 현서중학교     | 현서면 구덕길 74  |      | 안덕중학교          | 안덕면 안덕로 65-3      |      |
| 진성중학교     | 진보면 못안길 33  |      | 현동중학교          | 현동면 청송로 2686      |      |
| 청송여자중학교 | 청송읍 군청로 69  |      |                     |                         |      |

| 학교명       | 소재지               | 비고 | 학교명       | 소재지                  | 비고 |
| ------------ | -------------------- | ---- | ------------ | ----------------------- | ---- |
| 청송초등학교 | 청송읍 중앙로 229-10 |      | 이전초등학교 | 주왕산면 부동로 1011-74 |      |
| 부남초등학교 | 부남면 부남로 509    |      | 도평초등학교 | 현동면 청송로 2679      |      |
| 화목초등학교 | 현서면 구산동로 21   |      | 안덕초등학교 | 안덕면 노하길 35        |      |
| 파천초등학교 | 파천면 안파로 1357   |      | 진보초등학교 | 진보면 진보로 149       |      |

## 시설물
- 경북북부교도소

## 자매결연
- 대한민국 대구광역시 달서구
- 대한민국 경상북도 포항시
- 대한민국 서울특별시 동대문구
- 대한민국 전라남도 완도군
- 대한민국 의정부지방법원
- 대한민국 대구환경대학 총동창회

### 국외자매결연
- 중국 장쑤성 쑤첸시
- 중국 허난성 정저우시 관청 후이족구